# Lista orașelor din Iran

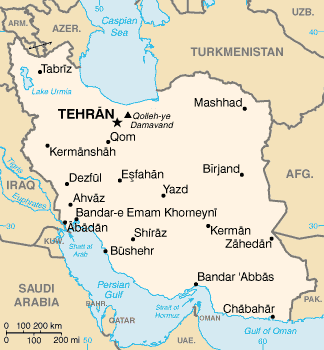
Harta Iranului

## A
- Aali Shahr
- Abadan
- Abadeh
- Abeyek
- Abhar
- Abyaneh
- Agha Jari
- Ahar
- Ahvaz
- Akbarabad
- Alavi
- Aligudard
- Alvand
- Amlash
- Amol
- Andimeshk
- Andisheh
- Arak
- Ardabil
- Ardakan
- Asalem
- Asalouyeh
- Ashtiyan
- astaneh arak
- Astaneh Ashrafieh
- Astara

## B
- Babol
- Babolsar
- Bakhtaran
- Bam
- Bampur
- Bandar Abbas
- Bandar-e Anzali
- Bandar Charak
- Bandar Imam
- Bandar Lengeh
- Bandar Torkman
- Baneh
- Bastak
- Bahbahan
- Behshahr
- Benab
- Bijar
- Birjand
- Bojnurd
- Borazjan
- Borujerd
- Bukan
- Bushehr

## C
- Chabahar
- Chalous
- Chenaran
- Chaldoran

## D
- Damghan
- Dargaz
- Daryan
- Darreh-Shahr
- Deylam
- Deyr
- Dezful
- Dibaj
- Do Gonbadan
- Do Rud

## E
- Eghlid
- Emamshahr
- Esfahan
- Eslamabad
- Eslamshahr
- Evaz

## F
- Farahan
- Fasa
- Ferdows
- Firuzabad
- Fouman

## G
- Ganaveh
- Gerash
- Ghaemshahr
- Ghouchan
- Golpayegan
- Gonabad
- Gonbad-e Kavous
- Gorgan

## H
- Hamadan
- Harsin
- Hashtgerd
- Hashtpar
- Hashtroud

## I
- Ij
- Ilam
- Iranshahr
- Isfahan
- Islamshahr
- Izadkhast
- Izeh

## J
- Jajarm
- Jask
- Jahrom
- Jaleq
- Javanroud
- Jiroft
- Jolfa
- Juybar

## K
- Kamyaran
- Kangan
- Kangavar
- Karaj
- Kashan
- Kashmar
- Kazerun
- Kerman
- Kermanshah
- Khalkhal
- Khomeyn
- Khomeynishahr
- Khorramabad
- Khorramshahr
- Khvansar
- Khvorasgan
- Khvoy
- Kilan
- Kish
- Koker
- Kordkuy
- Kuhdasht

## L
- Lahijan
- Langarud
- Lar
- Latian

## M
- Mahabad
- Mahan
- Mahshahr
- Majlesi
- Maku
- Malard
- Malayer
- Manjil
- Maragheh
- Marand
- Marivan
- Marv Dasht
- Masal
- Mașhad
- Masjed Soleyman
- Mehran
- Mehrshahr
- Meshkinshahr
- Meybod
- Miandoab
- Mianeh
- Minab
- Minoodasht
- Mohajeran

## N
- Naghadeh
- Nahavand
- Nain
- Najafabad
- Namin
- Natanz
- Naqadeh
- Nazarabad
- Neyshabur
- Nir
- Nowshahr

## O
- Omidiyeh
- Ormand
- Orumiyeh
- Oshnavieh
- Oskou

## P
- Parand
- Pardis
- Paveh
- Persabad
- Piranshahr
- Pishva
- Poldasht
- Poulad-shahr

## Q
- Qa emshahr
- Qarchak
- Qazvin
- Qods
- Qom
- Qomsheh
- Qorveh
- Quchan

## R
- Rafsanjan
- Raja ishahr
- Ramin
- Ramsar
- Ramshar
- Rasht
- Ray
- Rezvanshahr
- Roudbar
- Roudsar
- Runiz

## S
- Sabzevar
- Sadra
- Sahand
- Salmas
- Sanandaj
- Saqqez
- Sarab
- Sarableh
- Sarakhs
- Saravan
- Sardasht
- Sari
- Saveh
- Semnan
- Shabestar
- Shaft
- Shahin Shahr
- Shahr - e Kord
- Shiraz
- Shirvan
- Shush
- Shuster
- Siahkal
- Sirjan
- Sourmagh
- Sowme'e-Sara
- Sra-e Pol-e Zahab

## T
- Tabas
- Tabriz
- Tafresh
- Takestan
- Teheran
- Tis
- Torbat - e Heydariyeh
- Torbat - e Jam
- Touyserkan
- Tous

## U
- Urumieh

## V
- Varamin

## Y
- Yasuj
- Yazd
- Yemen

## Z
- Zabol
- Zahedan
- Zanjan
- Zarrin Shahr
- Ziaran